# Michael Soldier
Michael Soldier (* 23. September 1967 in Flushing, Queens, New York) ist ein US-amerikanischer Pornodarsteller.

## Leben
Soldier ist als Schauspieler in verschiedenen Filmen der US-amerikanischen Pornoindustrie zu sehen. 2004 gewann er den GayVN Awards als bester Schauspieler im Film A Porn Star is Born!.

## Preise und Auszeichnungen (Auswahl)
- 2004: GayVN Awards als bester Schauspieler

## Filmografie (Auswahl)
- The Gay Bed and Breakfast of Terror
- Trapped 1
- Toolbox Trilogy: Hammered
- Sexpack Ten: This End Up!
- Packin' Loads
- Hairy Boyz